# Christy Mathewson
Pour les articles homonymes, voir Mathewson.

Christy Mathewson (né le 12 août 1880 à Factoryville, Pennsylvanie, décédé le 7 octobre 1925 à Saranac Lake, New York) était un lanceur dans les ligues majeures de baseball. Il est parmi les lanceurs qui ont enregistré 300 victoires et était parmi les cinq premiers joueurs élus au temple de la renommée du baseball. Mathewson a joué toute sa carrière pour les Giants de New York, et en 17 saisons il a gagné 373 parties, le troisième meilleur total de l'histoire des ligues majeures. Il n'en a perdu que 188. En 1905, il remporte la Série mondiale avec les Giants face aux Athletics de Philadelphie. Sur une période de 6 jours et lors de 3 matchs complets, il lance 27 manches sans accorder un seul point. En 1906, son frère Henry rejoint les Giants et lance trois parties.
Mathewson a commencé 551 parties comme lanceur et a lancé 434 matchs complets, ce qui était courant à l'époque. Il a remporté la triple couronne en 1905 et 1908, menant tous les lanceurs au nombre de victoires, à la moyenne de points mérités et au nombre de retraits sur les prises. En 1911, le premier prix pour le meilleur joueur des ligues majeures fut décerné à Wildfire Schulte des Cubs de Chicago. Avec 26 victoires pour 13 perdues, Mathewson finit deuxième et premier parmi les lanceurs. 
Après sa carrière, Mathewson rejoint l'United States Army pendant la Première Guerre mondiale. Pendant un exercice d'entraînement, Mathewson se fait gazer et développe la tuberculose. Il revient aux Giants comme instructeur de 1919 à 1921. Il est mort en 1925 à cause de sa maladie.

## Vie personnelle

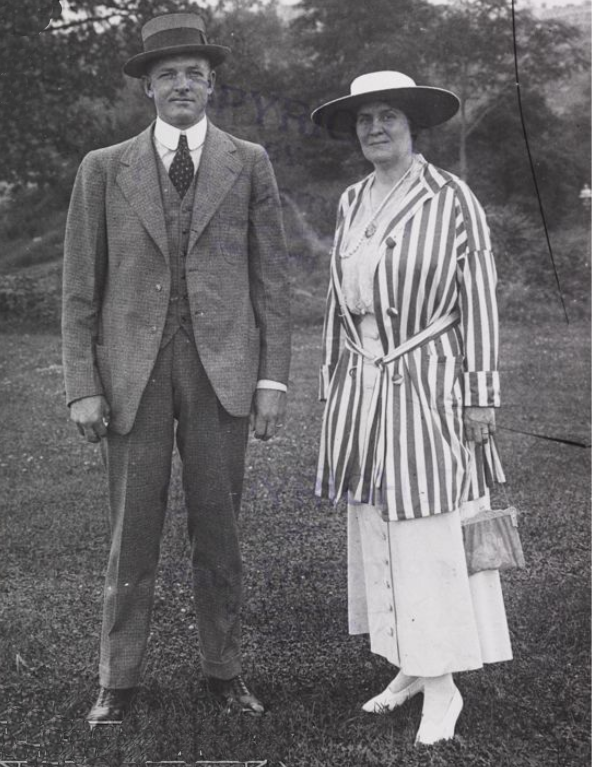
"Matty" et sa femme Jane, environ 1916.

Mathewson n'était pas le joueur de baseball typique de l'époque, il menait une "vie propre". Vivant une vie saine, sans boisson, servant de "modèle auprès duquel les parents voulaient que leurs enfants façonnent leur vie" .
Comme jeune homme, il étudiait à l'Université Bucknell, où il jouait le football américain. Il excellait sur le plan académique, faisant partie d'un ensemble musical, des sociétés littéraires et des fraternités et a même été élu président de classe .
Adoré des fans, on le surnommait "The Christian Gentleman (le Gentleman chrétien)", "Matty" ou encore "Big Six (le Grand six)" en raison de sa taille de six pieds (1.82m), hors commun à l'époque .

## Palmarès
- 373 victoires (3e)
- 188 défaites (56e)
- Moyenne de points mérites: 2,13 (6e)
- 434 parties complètes (14e)
- 79 blanchissages (3e)
- 4780,2 manches lancées (18e)
- 2502 retraits sur les prises (28e)

## Statistiques
| W   | L   | %     | G   | GS  | CG  | SH | SV | IP     | BB  | SO   | ERA  | WHIP |
| --- | --- | ----- | --- | --- | --- | -- | -- | ------ | --- | ---- | ---- | ---- |
| 373 | 188 | 0,665 | 635 | 551 | 434 | 79 | 29 | 4780,2 | 844 | 3502 | 2,13 | 1,06 |

## Bilan de manager
| Équipe | Année  | Saison régulière | Saison régulière | Saison régulière | Saison régulière | Séries éliminatoires | Séries éliminatoires | Séries éliminatoires | Séries éliminatoires |
| Équipe | Année  | Vic.             | Déf.             | % Vic.           | Place            | Vic.                 | Déf.                 | % Vic.               | Résultat             |
| ------ | ------ | ---------------- | ---------------- | ---------------- | ---------------- | -------------------- | -------------------- | -------------------- | -------------------- |
| CIN    | 1916   | 25               | 43               | 0.368            | 7e NL            | -                    | -                    | -                    |                      |
| CIN    | 1917   | 78               | 76               | 0.506            | 4e NL            | -                    | -                    | -                    |                      |
| CIN    | 1918   | 61               | 57               | 0.517            |                  | -                    | -                    | -                    |                      |
| Totaux | Totaux | 164              | 176              | 0.482            |                  | 0                    | 0                    | 0.000                |                      |